# Abu Bakr Shawky
Abu Bakr Shawky (Cairo, 1985) é um cineasta e escritor egípcio.